# Mars 3
Mars 3, sovjetska sonda lansirana s ciljem istraživanja Marsa. Identična kao i prethodnik Mars 2, sonda se sastojala od orbitera i landera. Misija je postala značajna po tome što je po prvi put ostvareno "meko" slijetanje na površinu Marsa. Unatoč tom uspjehu, lander je radio svega 14,5 sekundi od aktiviranja za koje vrijeme je na Zemlju poslana jedna fotografija, niske razlučivosti, na kojoj je nemoguće išta identififcirati. U tom kratkom javljanju, prenio je neke podatke o atmosferi i sastavu tla, ali se više nikad nije javio. Pretpostavlja se da su nezabilježeno snažne pješčane oluje teško oštetile sondu koja je preživjela samo tih nekoliko sekundi.
Dio landera bio je i rover mase 4,5 kg koji je s landerom bio spojen putem 15 m dugog kabela. Zbog brzog gubitka landera, rover nije aktiviran.